# Besa (Bar)
Pour les articles homonymes, voir Besa.
Besa (en serbe cyrillique : Беса) est un village du sud du Monténégro, dans la municipalité de Bar.

## Démographie

### Évolution historique de la population
| 1948 | 1953 | 1961 | 1971 | 1981 | 1991 | 2003 |
| ---- | ---- | ---- | ---- | ---- | ---- | ---- |
| 152  | 167  | 179  | 235  | 246  | 189  | 67   |